# Hidalgo (municipalité, Tamaulipas)
Pour les articles homonymes, voir Hidalgo.
La municipalité d'Hidalgo est l'une des 43 municipalités de l'État de Tamaulipas, et est située dans la partie centrale de cet État. Située à l'ouest du golfe du Mexique, elle prend appui à l'ouest sur la chaîne de montagnes de la Sierra Madre orientale, et est limitrophe de l'État de Nuevo León. Elle appartient au bassin versant du fleuve Río Soto La Marina, qui se jette dans le golfe du Mexique. Elle dépend de la région Centro, qui est une des 6 subdivisions administratives de l'État de Tamaulipas.

## Géographie
La municipalité d'Hidalgo est pour partie composée de plaines et de collines, tandis qu'au sud-ouest et à l'ouest se développe le massif montagneux de la Gran Sierra Plegada, qui est une partie de la chaîne de montagnes plus vaste de la Sierra Madre orientale, avec une altitude oscillant entre 100 et 2200 mètres. Elle est traversée par de nombreuses rivières appartenant au bassin versant du fleuve Río Soto La Marina, dont la rivière Purificación. Son chef-lieu, la ville éponyme d'Hidalgo, se trouve au centre-ouest de son territoire, au bord de la rivière San Antonio, à une altitude de 400 mètres. Son territoire couvre une superficie de 2142,43 km², et était peuplé en 2020 de 17 012 habitants.
Cette municipalité fait partie de la région Centro, qui est une des 6 subdivisions administratives de l'État de Tamaulipas, et regroupe les municipalités d'Abasolo, Güemez, Hidalgo, Jiménez, Llera, Mainero, Padilla, San Carlos, San Nicolás, Soto la Marina, Victoria, Casas et Villagrán.
Elle est limitrophe au nord de la municipalité de Villagrán, à l'ouest, dans l'État de Nuevo León, de celles d'Aramberri et de General Zaragoza, au sud, à nouveau dans l'État de Tamaulipas, de celle de Güemez, et à l'est de celles de Padilla et de San Carlos.

## Composition et démographie
La municipalité était composée en 2010 de 300 localités.
| Localité                | Population |
| ----------------------- | ---------- |
| Estación Santa Engracia | 6 225      |
| Hidalgo                 | 4 356      |
| Oyama                   | 857        |
| Cruz y Cruz             | 565        |

En plus de l'espagnol, plusieurs langues amérindiennes sont parlées dans la municipalité, dont les principales sont par ordre d'importance : le nahuatl, le huastèque et le totonaque.

## Histoire
Dans le cadre de la création et de la colonisation de la nouvelle province de Nouvelle-Santander par José de Escandón entre 1748 et 1755, la ville de Santo Domingo de Hoyos est fondée le 19 mai 1752. Une mission religieuse avait auparavant été fondée à proximité en 1709, la mission San Antonio de los Llanos. La ville, en partie construite en pierre, est dotée d'une église paroissiale en 1757.
La ville change de nom en 1828, adoptant celui d'Hidalgo, du nom du leader indépendantiste Miguel Hidalgo.